# Rock Rendez-Vous
Das Rock Rendez-Vous (auch Rock Rendez Vous) war ein Club und Konzertort in Lissabon von 1980 bis 1990.

## Ursprung
Mário Guia, vormals Gitarrist der Beatband Ekos, eröffnete am 18. Dezember 1980 in den Räumen des ehemaligen Kinos Cinema Universal, im Santos-Viertel, den Konzertort unter dem Namen Rock Rendez-Vous (RRV). Inspiriert vom Marquee Club in London, den er häufiger besucht hatte, sollte es ein Ort täglicher Konzerte verschiedener Musikrichtungen sein. Als erstes Konzert spielte dort Rui Veloso, der als der "Vater" des Booms der portugiesischen Rockmusik seit Ende der 70er galt. 1983 schloss der Club wieder, doch nach einer Unterschriftenaktion wurde er wieder eröffnet. Er erhielt im Laufe der Jahre für die Subkulturen in Lissabon einen ähnlichen Status, wie The Roxy Club oder der Marquee Club in London wenige Jahre zuvor.

## Aktivität
Seit Beginn war das RRV als ein Musikort mit täglichem Programm ausgelegt, wobei am Wochenende auch Diskobetrieb mit übergreifender Independent-Musik angeboten wurde. Zwischen den Konzerten und während des Diskobetriebs wurden Musikclips und -filme gezeigt, die in den 80er Jahren noch nicht alltäglich zugänglich waren.
1984 fand der erste RRV-Bandwettbewerb statt, der 1º Concurso de Música Moderna (CMM). Diese Wettbewerbe wurden sehr populär, sowohl unter dem interessierten Publikum, das hier einen Treffpunkt hatte und neue Bands kennenlernte, als auch unter den Bands, da diese CCM gleichzeitig ein großes Szenepublikum und die Aufmerksamkeit der Musikpresse des Landes versammelten. Bedeutend war auch die Aussicht auf einen Gewinn, der in Musikinstrumenten oder Schallplattenveröffentlichungen bestand, beides gleichermaßen mühselig zu beschaffende Dinge für Independentbands der Zeit. So winkte ein Beitrag auf den jährlichen CMM-Compilations des RRV und eigene Veröffentlichungen für die Sieger, auf dem nach dem ersten CMM gegründeten, hauseigenen Independent-Label Dansa do Som.
Spätere Erfolgsbands, wie Xutos & Pontapés, Mata-Ratos oder Sitiados, wurden durch ihre Auftritte hier bekannt.
Auch ausländische Bands spielten hier, entsprechend der Ausrichtung des RRV und seines Publikums hauptsächlich aus dem Independent-Bereich. Unter der Vielzahl von Punk- und New-Wave-Bands waren Killing Joke, The Teardrop Explodes, The Lords of the New Church, Danse Society oder auch The Raincoats, mit der von Madeira stammenden Sängerin Ana da Silva. Weitere Namen waren u. a. The Meteors, The Chameleons oder auch die Berliner Band Sprung aus den Wolken.
Das RRV konnte auch gemietet werden, inklusive seiner professionellen Ton- und Lichtanlagen. Dies ermöglichte Konzerte weiterer Bands und Aktiven, so etwa verschiedene Metal-Festivals, oder auch Punk- und Independent-Konzerte, die sich über private Kontakte und außerhalb kommerzieller Veranstalterstrukturen ergaben.

## Ende
Im Juli 1990 schloss der Klub, nachdem die wirtschaftliche Schieflage und die Probleme mit Anwohnern stetig zugenommen hatten. Das Gebäude wurde kurz später abgerissen und neu errichtet, als Wohnhaus mit Ladenlokalen im Erdgeschoss (Snackbar-Café-Konditorei Pastelaria Restaurante Galão 2). Zwischen 1980 und 1990 haben im RRV etwa 1500 Konzerte mit über 300 verschiedenen Interpreten stattgefunden.
1994 veranstalteten Mário Guia und andere Verantwortliche des Dansa-do-Som-Labels andernorts einen erneuten Wettbewerb unter dem Namen RRV, zum 10-jährigen Jubiläum der Veranstaltung, und vom öffentlich-rechtlichen Fernsehen RTP gesendet. Die Sony erwarb derweil die Namensrechte von Mário Guia, und so erschien dort am 26. April 2000 ein Doppelalbum unter dem Namen Rock Rendez-Vous, Noites Que Fizeram História ("Rock Rendez-Vous, Nächte die Geschichte schrieben"), mit den populärsten Titeln, die an den Diskoabenden im RRV gespielt wurden.